# Železniční trať Chodov – Nová Role

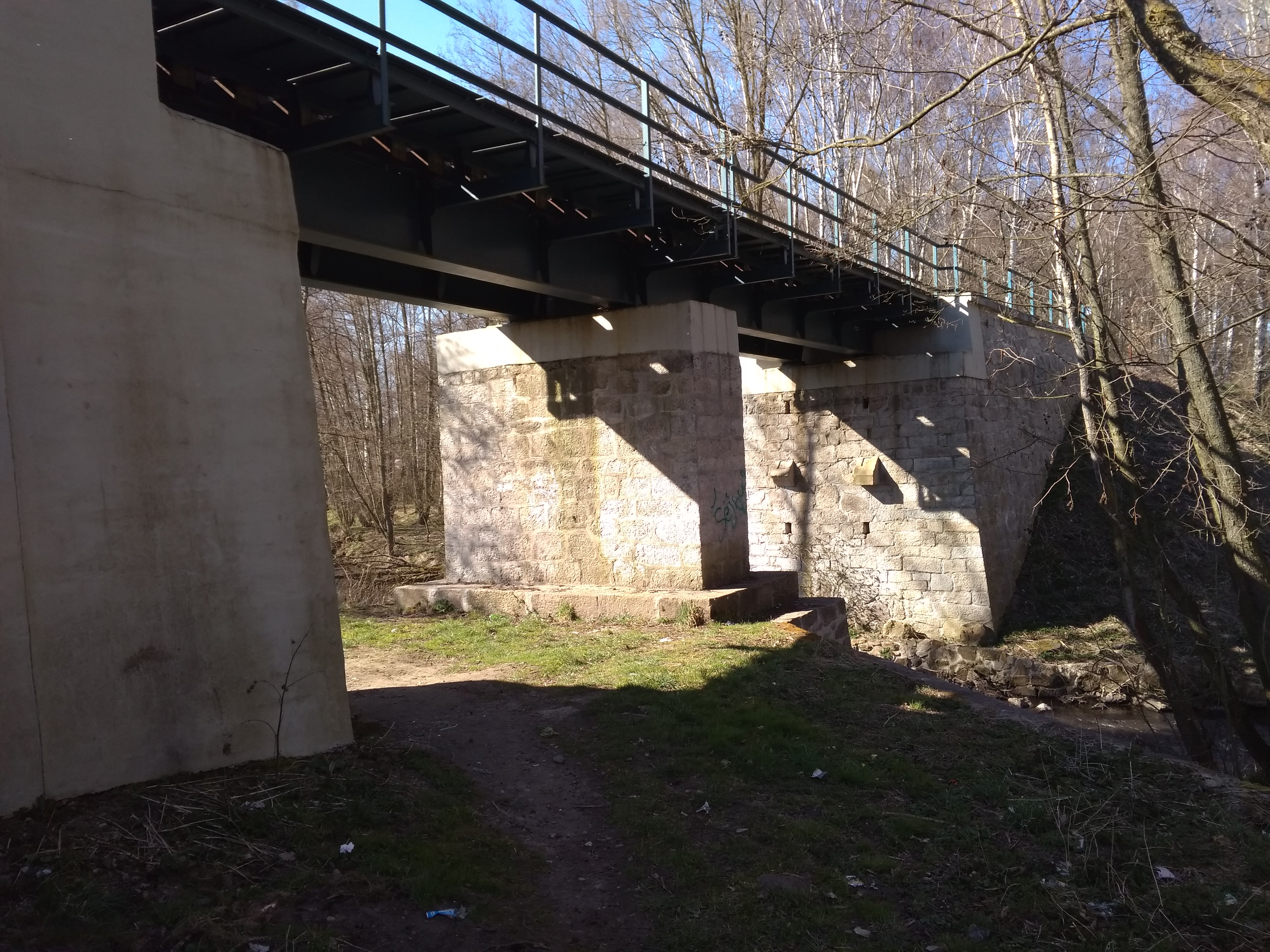
most přes Chodovský potok

Železniční trať Chodov – Nová Role (v jízdním řádu pro cestující zahrnuta jako část trati s číslem 144). Jednokolejná regionální trať o délce 6,4 km. Provoz na trati byl zahájen v roce 1881.
Na této trati je od roku 2009 výrazně omezena osobní doprava. V roce 2011 zde SŽDC provedla opravy a rekonstrukci tratě.

## Navazující tratě

### Chodov
- Trať 140 Chomutov – Odbočka Dubina – Kadaň – Dalovice – Karlovy Vary – Odbočka Sedlec – Chodov – Nové Sedlo u Lokte – Sokolov – Tršnice – Cheb

### Nová Role
- Trať 142 Karlovy Vary dolní nádraží – Karlovy Vary – Odbočka Sedlec – Nová Role – Potůčky st. hr. – Johanngeorgenstadt

## Stanice a zastávky

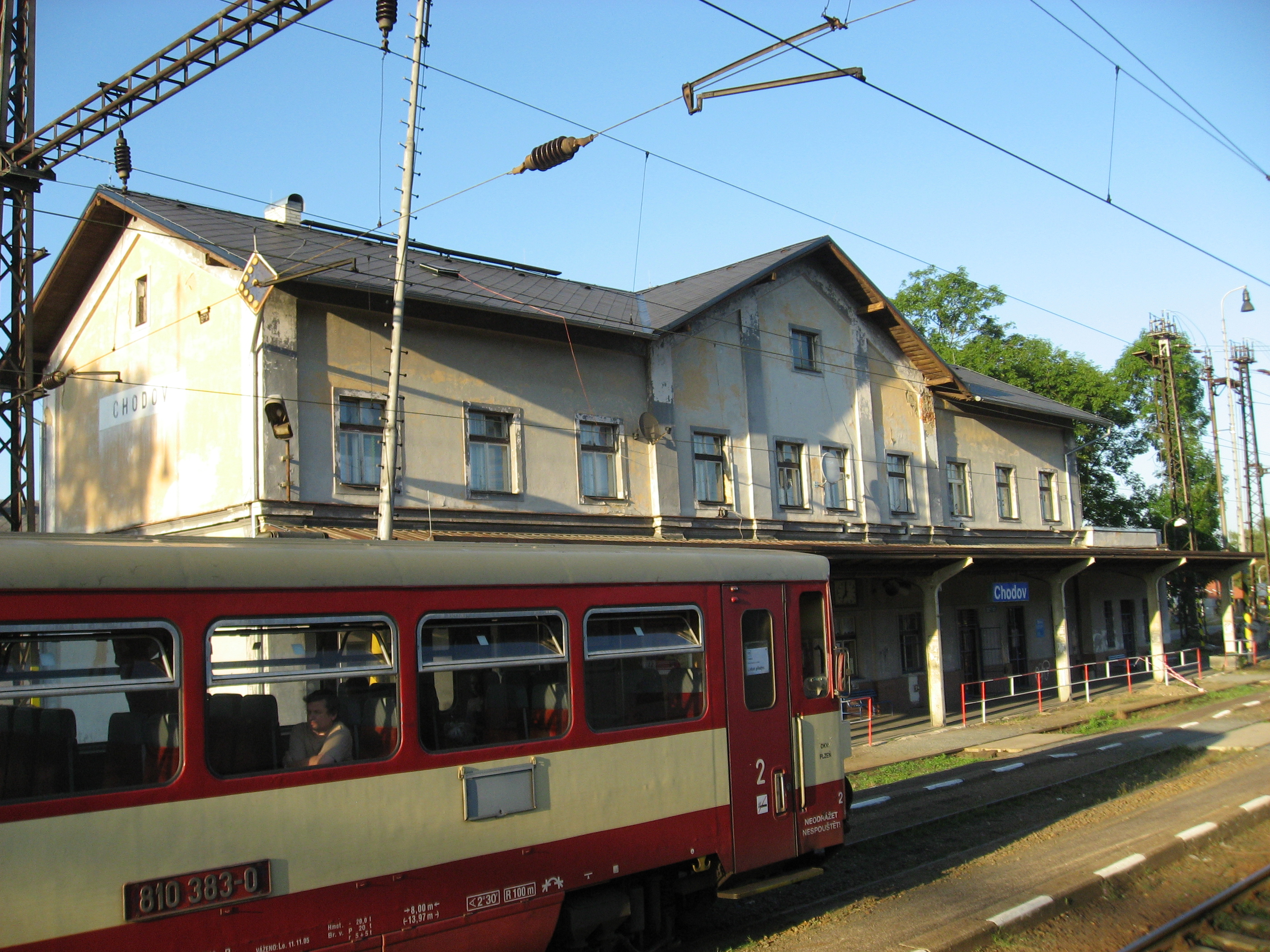
Chodov
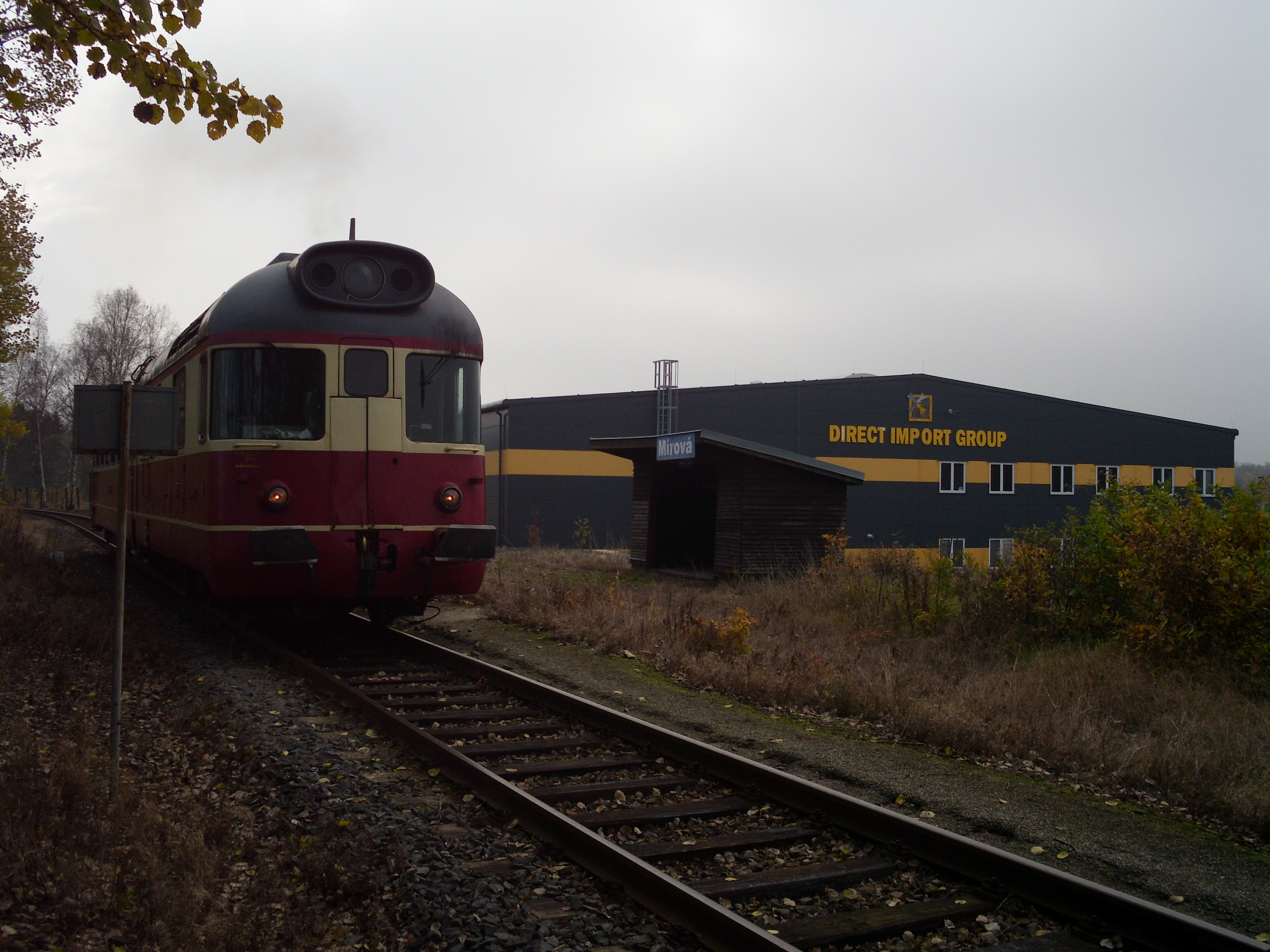
Mírová
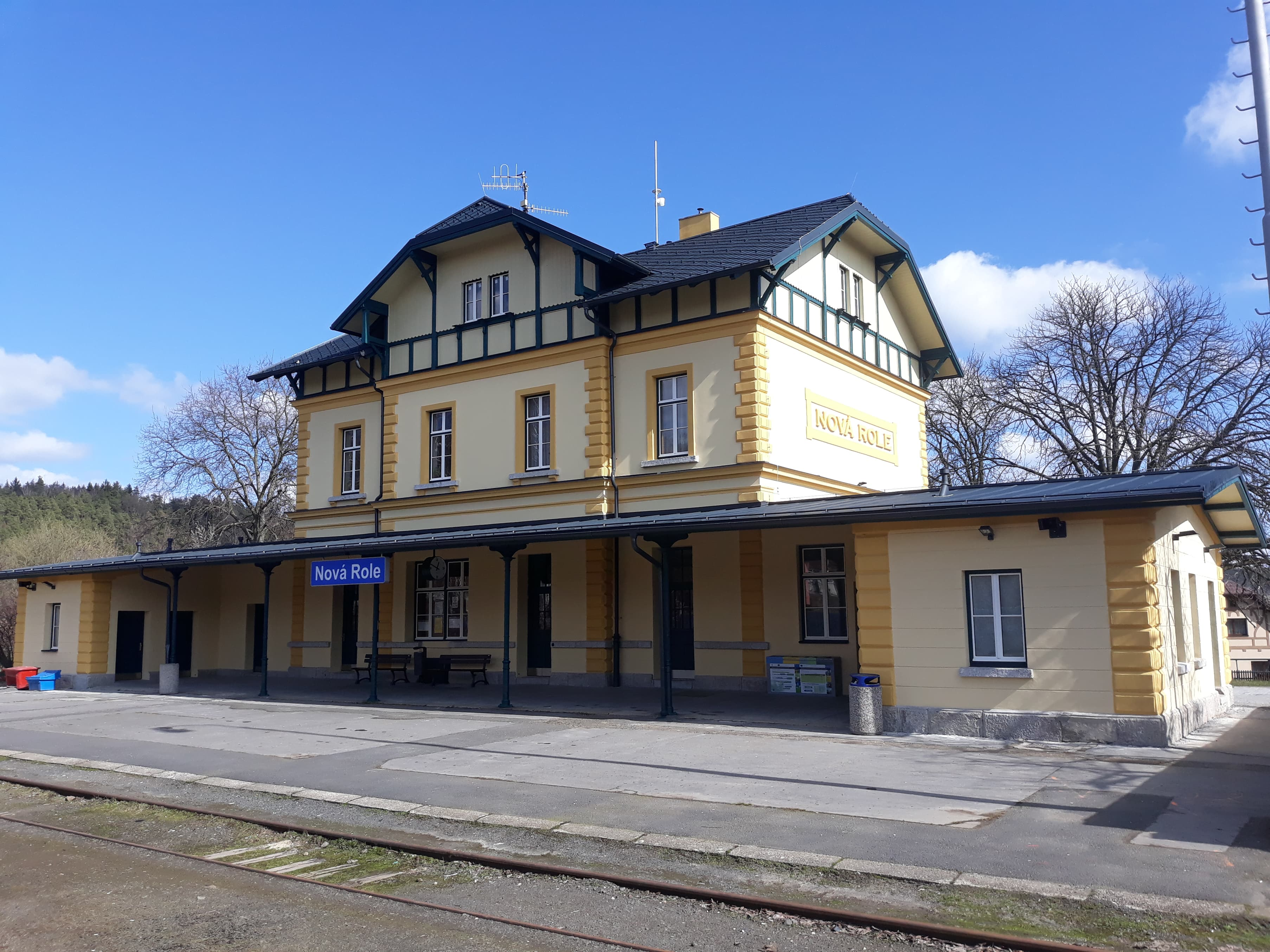
Nová Role